# Cooee
『Cooee』は、日本のバンド『Yullie-Echo』が2018年8月17日に発売したミニアルバム。

## 概要
- Yullie-Echoが解散前最後に出した作品。
- 本アルバムは新曲6曲、SEが7曲、リミックス1曲の計14曲が収録されている。
- プレーヤー上の番号表記は1〜14だが、公式Twitterや解説動画上での番号表記は0〜13となっている。
- 今作のイメージは『RPG』となっており、各SEに大自然にいる様な感覚の演出があり、ティザームービーにもRPGを彷彿とさせる編集がされている。
- 2022年4月4日、本作の全楽曲のサブスク解禁をした[1]。

## 収録曲
1. -Kodama-
  - 本アルバムを提げて開催されたツアーのオープニングで使用された。
2. Cooee
  - 本作のリード曲。
3. 「丘へ」
4. Current
5. 「畔り」
6. eye
7. 「立木の下」
8. agony
9. 疎雨
10. remorse
11. 「昇る」
12. 『A』
13. 「エンコード」
14. Ostentar (Game edit ver.)
  - 1st EP『アスターの詩』収録曲。8bit風のアレンジがされている。

## 楽曲解説
- Kodama - 
作曲:舞輝
- ライブの入場曲として作られた楽曲。歌詞等はなく、インストゥルメンタル曲となっている。

Cooee
作詞･作曲:宗己
- 本作のリード曲。この曲には『様々な意見や言論が蔓延っている世の中で、自分の意見を大事にしていこう』と言うメッセージが込められている。

Current
作詞:宗己，作曲:舞輝
- 草原を駆け巡るようなイメージの楽曲で、疾走感を感じられるような曲になっている。

eye
作詞:宗己，作曲:舞輝
- 夕方の川をイメージして作られた楽曲。楽曲中には水の跳ねる音など、川を連想させる効果音が入れられている。

agony
作詞･作曲:貴輝
- Yullie-Echoの楽曲の中で最も短い曲である。[注釈 1]
- 嵐の山をイメージして作られた楽曲であり、「裂かれたくない」「今すぐ壊したい」と言った苦しさを感じさせるワードが入っている。
- 本楽曲の裏設定は「タンスの角に小指ぶつけた」である。

remorse
作詞･作曲:貴輝
- 本楽曲のイメージは「別れ」である。

『A』
作詞:宗己，作曲:舞輝
- 山の夜明けをイメージして作られた楽曲。
- 1st EP「アスターの詩」収録「アスター」のアンサーソングである。
- 楽曲制作段階での仮タイトルは、「ガスター10」だった。

Ostentar (Game edit ver.)
作詞:宗己，作曲:舞輝
- 1st Single「ハプトネマ」収録曲のリミックス楽曲。
- 本作のイメージである「RPG」に沿って、8bit風のアレンジが施されている。

（『Cooee』楽曲解説動画より参考）